# Boku no Pico
Boku no Pico (ぼくのぴこ Boku no Piko, dịch Pico của tôi) là một seri OVA anime Shota yaoi được sản xuất bởi Natural High. Ban sản xuất từng đánh giá đây là anime dành cho Shotacon "tiêu biểu nhất" Seri này gồm ba tập anime, 1 manga, một trò chơi điện tử và bài hát biên tập trong phim. Vì kinh phí sản xuất anime khá cao nên các nhân vật và nội dung được kiểm duyệt kỹ trước khi tiến hành sản xuất.

## Truyền thông

### OVA
Ba tập lẻ original video animation cũng đã được phát hành dưới tựa (OVA) Boku no Pico. Mỗi tập được thực hiện bởi đạo diễn Yatabe Katsuyoshi và sản xuất bởi Natural High. Tập đầu tiên được phát hành trên định dạng DVD bởi Soft on Demand vào 7 tháng 9 năm 2006. Tập thứ hai vào 16 tháng 4 năm 2007. Tập thứ ba vào 9 tháng 10 năm 2008.
Một box set bao gồm hai tập đầu và soundtrack CD đã được Soft on Demand phát hành vào 19 tháng 4 năm 2007. Vào 11 tháng 11 năm 2007, OVA đầu tiên đã được chỉnh sửa và phát hành lại. Phiên bản chỉnh sửa này được xem là duy nhất phù hợp với người xem dưới 18 tuổi
| # | Tựa | Ngày phát hành gốc   |
| --- | --- | -------------------- |
| 1 | "Pico của tôi" "Boku no Piko" (ぼくのぴこ)                                                                       | 7 tháng 9 năm 2006   |
| Một cậu bé nhút nhát tên là Pico làm việc tại quán cà phê của ông cậu vào mùa hè với hi vọng có thể tìm kiếm thêm được vài người bạn. Rồi cậu nhanh chóng gặp một chàng trai tên là Tamotsu "Mokkun", cám dỗ cậu, tin cậu là một cô gái. Sau đó tại nhà của Mokkun, Pico hỏi Mokkun có suy nghĩ gì về cậu nhưng anh không trả lời. Pico bỏ đi và cắt tóc của mình. Mokkun chạy đi tìm và cả hai làm hòa ở cuối tập phim. | |                      |
| 2 | "Pico và Chico" "Piko to Chiko" (ぴことちこ)                                                                     | 19 tháng 4 năm 2007  |
| Pico tìm thấy một cậu con trai tên là Chico bơi khỏa thân bên dòng nước và cả hai trở thành bạn của nhau. Sau đó tại nhà của Chico, Chico dẫn Pico lên phòng trên lầu của cậu, từ lỗ nhỏ sàn phòng cả hai thấy chị của Chico đang thủ dâm. Pico nói cho Chico biết rằng cậu cũng có thể làm được như vậy và cả hai đã thực hiện quan hệ tình dục cùng nhau.                                                              | |                      |
| - | "Pico: Câu chuyện mùa hè ngắn ngủi của tôi" "Piko: Boku no Chiisana Natsu Monogatari" (pico〜ぼくの小さな夏物語) | 11 tháng 11 năm 2007 |
| Một phiên bản chỉnh sửa của OVA đầu tiên, với nội dung phù hợp người xem dưới 18. | |                      |
| 3 | "Piko x Coco x Chiko" (ぴこ×CoCo×ちこ)                                                                           | 9 tháng 10 năm 2008  |
| Pico và Chico gặp một chàng trai khôi ngô trên đường tên Coco, cậu sống ẩn náu bên dưới tàu điện ngầm. Pico dần bắt đầu có tình cảm với Coco, cậu tự hỏi bản thân về tình cảm dành cho Chico. Nhưng mọi chuyện trở nên tồi tệ khi Pico bắt gặp Coco và Chico đang quan hệ với nhau trong một đêm. Cuối cùng, họ làm hòa, và cả ba quan hệ với nhau trên đỉnh Tháp Tokyo.                                                 | |                      |

### Manga
Một manga chỉ một chương, Ame no Hi no Pico to Chico (雨の日のぴことちこ dịch nghĩa Pico và Chico trong một ngày mưa), được viết bởi Madoka Aoi và xuất bản vào tháng 5 năm 2007 trong tạp chí Hanaota.

### Trò chơi điện tử
Vào ngày 6 tháng 4 năm 2008, trên blogo của nhà sản xuất xác nhận rằng PC game Piko to Chiko: Shota Idol no Oshigoto (ぴことちこ ショタアイドルのオシゴト Pikotochiko shotaaidoru no oshigoto) có sự tham gia của Pico và Chico sẽ được sản xuất. Trò chơi này có "ca khúc chủ đề mới." Trò chơi này đã được Tingkorbell (てぃんこーべる Tinkōberu) phát hành vào 15 tháng 10 năm 2010.

### Bộ sưu tập âm nhạc
Một bộ sưu tập nhạc phim có tựa Boku no Piko PV Song Collection: Boku, Otoko no Ko dayo (ぼくのぴこ PV Song Collection: 〜ぼく、男の子だよ〜 dịch nghĩa Bộ sưu tập Ca khúc PV Pico của tôi: Tôi là một chàng trai), được phát hành tại Nhật Bản vào 9 tháng 7 năm 2009. Thời lượng là 30 phút và hơn 8 music video có sự góp mặt nhân vật từ những OVA trước đó. Nó cũng bao gồm tùy chọn hát karaoke và bình thường cho mỗi bài.